# Campeonato Chileno de Futebol de 2006 - Segunda Divisão
O Campeonato Chileno de Futebol de Segunda Divisão de 2006 (oficialmente Campeonato Nacional «Banco del Estado» de Primera B de la Asociación Nacional de Fútbol Profesional de Chile 2006) foi a 56ª edição do campeonato do futebol do Chile, segunda divisão, no formato "Primera B". Na primeira fase, os 12 clubes jogam em turno e returno. Na segunda fase os 10 melhores vão a um grupo e os quatro outros colocados vão ao "Grupo de Descenso". O campeão e vice são promovidos para o Campeonato Chileno de Futebol de 2007. Os dois subsequentes jogariam play-offs com os dois penúltimos colocados (Club Social de Deportes Rangers e Club Deportivo Palestino). O último colocado do grupo do descenso era rebaixado para o Campeonato Chileno de Futebol de 2007 - Terceira Divisão.

## Participantes
| Equipe                               | Cidade     | Região                           | No ano anterior                                                      | Estádio                                       | Capacidade | Títulos              | Participações |
| ------------------------------------ | ---------- | -------------------------------- | -------------------------------------------------------------------- | --------------------------------------------- | ---------- | -------------------- | ------------- |
| Club Deportivo Arturo Fernández Vial | Concepción | Região de Bío-Bío                | Décimo Segundo Lugar                                                 | Estádio Municipal de Concepción               | 35.000     | 1 (1982)             | 16            |
| Club Deportivo Magallanes            | Maipú      | Região Metropolitana de Santiago | Décimo Lugar                                                         | Estádio Independência                         | 13.500     | 0 (não possui)       | 24            |
| Club Deportivo Provincial Osorno     | Osorno     | Região de Los Lagos              | Terceiro Lugar                                                       | Estádio Municipal Rubén Marcos Peralta        | 12.000     | 2 (1990, 1992)       | 16            |
| Club de Deportes Unión La Calera     | La Calera  | Região de Valparaíso             | Décimo Primeiro Lugar                                                | Estádio Municipal Nicolás Chahuán Nazar       | 10.000     | 2 (1961, 1984)       | 30            |
| Club de Deportes Lota Schwager       | Coronel    | Região de Bío-Bío                | Oitavo Lugar                                                         | Estádio Municipal Federico Schwager           | 18.500     | 2 (1969, 1986)       | 23            |
| Club de Deportes Copiapó             | Copiapó    | Região de Atacama                | Décimo Terceiro Lugar                                                | Estádio Luis Valenzuela Hermosilla            | 8.000      | 0 (não possui)       | 4             |
| Club Deportivo San Luis              | Quillota   | Região de Valparaíso             | Nono Lugar                                                           | Estádio Municipal Lucio Fariña Fernández      | 7.500      | 3 (1955, 1958, 1980) | 25            |
| Club de Deportes Ñublense            | Chillán    | Região de Bío-Bío                | Quarto Lugar                                                         | Estádio Bicentenário Municipal Nelson Oyarzún | 12.000     | 1 (1976)             | 37            |
| Club de Deportes Temuco              | Temuco     | Região de Araucanía              | Rebaixado do Campeonato Chileno de Futebol de 2005                   | Estádio Municipal Germán Becker               | 20.930     | 2 (1991, 2001)       | 11            |
| Club de Deportes Melipilla           | Melipilla  | Região Metropolitana de Santiago | Rebaixado do Campeonato Chileno de Futebol de 2005                   | Estádio Municipal Roberto Bravo Santibáñez    | 5.500      | 1 (2004)             | 13            |
| Club de Deportes Unión San Felipe    | San Felipe | Região de Valparaíso             | Rebaixado do Campeonato Chileno de Futebol de 2005                   | Estádio Municipal de San Felipe               | 18.500     | 1 (1970, 2000)       | 28            |
| Club Provincial Curicó Unido         | Curicó     | Região de Maule                  | Acesso pelo Campeonato Chileno de Futebol de 2004 - Terceira Divisão | Estádio La Granja                             | 8.000      | 0 (não possui)       | 17            |

## Campeão
| Campeão Chileno Segunda Divisão 2006                       |
| ---------------------------------------------------------- |
| Club de Deportes Melipilla (Melipilla) (2º título) Campeão |